# Požár Třeboně (1781)
Požár Třeboně v roce 1781 způsobil tomuto jihočeskému městu rozsáhlé škody. Jednalo se o největší pohromu svého druhu v dějinách města.
Požár vypukl dne 12. července na kostelní věži nepozorností místních řemeslníků. Zachvátil téměř celé město.  Lehl popelem především místní pivovar, který byl nedlouho před ohněm komplexně rekonstruován. Kromě toho zničil 71 tehdejších domů a poškozena byla i radnice. Ta byla následně přebudována na začátku 19. století. Ani domy na dnešním Masarykově náměstí nezůstaly uchráněny, těžce byl poničen např. Vratislavský dům. Zřítila se také věž kostela, stejně tak se zhroutily i gotické klenby v hlavní lodi. Zasažen byl také místní klášter, který byl později rozsáhle přebudován a jeho areál byl zmenšen. Pouhých 21 třeboňských domů nebylo ohněm nijak zasaženo. 